# Anja Knippel
Anja Knippel (* 19. August 1974 in Schmalkalden) ist eine ehemalige deutsche Leichtathletin. Sie erhielt während ihrer Karriere drei internationale Medaillen als fünfte Läuferin der 4-mal-400-Meter-Staffel, nachdem sie im Vorlauf eingesetzt worden war. 
Knippel wechselte 1996 von Schmalkalden nach Erfurt und startete während ihrer gesamten Karriere für Erfurter Leichtathletikvereine. Im 400-Meter-Lauf wurde sie 1998 Dritte bei den Deutschen Meisterschaften, in der Halle wurde sie 1998 Vizemeisterin hinter Grit Breuer und 1997 und 1997 jeweils Dritte. Ab 2002 startete Knippel meist im 800-Meter-Lauf. In der Halle wurde sie 2002 Dritte und gewann 2003 den Deutschen Meistertitel, im Freien belegte sie 2002 und 2003 jeweils den dritten Platz und gewann den Titel 2004.
Ihren ersten großen internationalen Einsatz hatte Knippel bei den Hallenweltmeisterschaften 1997 in Paris-Bercy. Sie lief als Startläuferin der 4-mal-400-Meter-Staffel und erreichte zusammen mit Anke Feller, Heike Meißner und Anja Rücker das Finale. Im Finale lief Anja Rücker auf der Startposition und Grit Breuer kam als Schlussläuferin hinzu. Nachdem die Staffel Bronze hinter den Staffeln aus Russland und den USA gewonnen hatte, erhielt auch Anja Knippel eine Bronzemedaille. Auch bei den Europameisterschaften 1998 in Budapest trat Knippel im Vorlauf an. Zusammen mit Anke Feller, Martina Breu und Silvia Rieger qualifizierte sich die Staffel für das Finale. Dort gewannen Anke Feller, Uta Rohländer, Silvia Rieger und Grit Breuer den Titel, die beiden im Vorlauf eingesetzten Läuferinnen Breu und Knippel erhielten ebenfalls eine Goldmedaille. Bei den Hallenweltmeisterschaften 1999 in Maebashi gab es für die Staffel keine Vorläufe. Die deutsche Staffel mit Anja Knippel, Anja Rücker, Ulrike Urbansky und Grit Breuer belegte im Finale hinter Russland, Australien und den USA den vierten Platz. Im Sommer 1999 bei den Weltmeisterschaften in Sevilla qualifizierte sich die Staffel im Vorlauf mit Anke Feller, Uta Rohländer, Anja Knippel und Anja Rücker für das Finale. Im Finale lief wieder Grit Breuer für Anja Knippel, die Staffel gewann Bronze und auch Anja Knippel erhielt bei der Siegerehrung die Bronzemedaille überreicht. 
Ihr Wettkampfgewicht betrug 57 kg bei einer Körpergröße von 1,66 m.

## Bestzeiten
- 400 Meter: 51,86 s (1999)
- 800 Meter: 2:00,11 min (2002)